# Die blutigen Geier von Alaska
Die blutigen Geier von Alaska ist ein deutscher Abenteuerfilm mit Westernelementen und „Anleihen bei Karl May und Jack London“, wie das Lexikon des internationalen Films schreibt, den Harald Reinl 1973 inszenierte.

## Handlung
Zur Hochzeit des Goldrausches hilft Trapper Don Rutland einem Goldsucher, der zwar erfolgreich auf einem Indianerfriedhof gesucht hat, bei einem Unglück jedoch, wie sein junger Sohn Billy, verletzt wurde. Im Camp Kino bricht derweil ein Transport auf, der  unter Führung von Sheriff Cotton das gesammelte Gold der Schürfer nach Paradise Creek bringen soll. Don trifft den Transport, dessen Scout Buffins aber mit den Banditen um Mark Monty zusammenarbeitet, und übergibt ihnen den Jungen. Als Don zum Goldsucher zurückkehrt, wird dieser gerade von Indianern angegriffen. Sterbend vertraut der alte Mann Don die Fürsorge von Billy an.
Auch der Goldtransport ist überfallen worden; Buffins erzählt im Camp eine erfundene Geschichte, lässt sich als Held feiern und wird zum neuen Sheriff ernannt. Nur der alte Säufer Captain Brandy – der der Beteiligung am Überfall verdächtigt wird, da er als einziger sein Gold nicht mitschickte – und der Schwarze Ham-a-Ham misstrauen ihm. Mit ihnen zusammen und der Sheriffstochter Rose kann Don die Machenschaften von Buffins aufdecken und Billy befreien, den Mark Monty und seine Männer aufgenommen haben, da er um die Lage der Goldmine weiß. Don und Billy gehen gemeinsam zurück in die Wildnis.

## Bemerkungen
Gedreht wurde der Film vom 11. Juni bis zum 21. Juli 1973 in Jugoslawien an den Plitwitzer Seen und bei Dubrovnik sowie in Österreich im Dachsteingebirge. Uraufführung war am 16. Oktober 1973. Die blutigen Geier von Alaska wurde nicht zum erwarteten Publikumshit.
Jahre später nannte der Erstverleih Constantin den Film in Die Geier vom Shilo River um, was der Bekanntheit von Doug McClures Fernsehserie Die Leute von der Shiloh Ranch geschuldet war. Auch unter diesem Titel stellte sich der erhoffte Erfolg nicht ein. Es zeigte sich wie schon bei Der Schrei der schwarzen Wölfe, dass die Erfolgswelle der deutschen Westernproduktionen vorüber war.
In der DDR lief der Film unter der Titel Die Höllenhunde von Alaska. Eine Videoveröffentlichung hieß Deadly Eagle.

## Kritiken
Der Kurier schrieb in einer zeitgenössischen Stellungnahme, Spezialist Harald Reinl habe sich aller in dieser Sparte nur möglichen Effekte bedient, „von ausgedehnten Schlägereien und Schießereien bis zu gemütvollen, treu ergebenen Hunden und einem schwer kranken Kind.“
Der „mittelmäßige“ Film bietet schlicht-solide Unterhaltung, schreibt Cinema. Die ARD zieht positivere Bilanz: „Der kurzweilige Western setzt auch einige komödiantische Akzente.“